# Scandix manjurkiana
Scandix manjurkiana är en flockblommig växtart som beskrevs av Sophia G. Tamamschjan. Scandix manjurkiana ingår i släktet nålkörvlar, och familjen flockblommiga växter. Inga underarter finns listade i Catalogue of Life.